# Jatropha euarguta
Jatropha euarguta är en törelväxtart som beskrevs av Michael George Gilbert och Mats Thulin. Jatropha euarguta ingår i släktet Jatropha och familjen törelväxter. Inga underarter finns listade i Catalogue of Life.